# Cyryl (Stoiczkow)
Cyryl, imię świeckie Kosta Stoiczkow (ur. 15 lipca 1832 w Berkowicy, zm. 21 maja 1914 w Widyniu) – bułgarski biskup prawosławny.

## Życiorys
W dzieciństwie stracił rodziców. Po ukończeniu szkoły cerkiewnej w rodzinnej Berkowicy wstąpił jako posłusznik do Monasteru Cziprowskiego. W 1857 r. złożył wieczyste śluby mnisze, przyjmując imię zakonne Cyryl. W tym samym roku został wyświęcony na hierodiakona. W roku następnym na koszt monasteru wyjechał do Sremskich Karlovców, gdzie mógł kształcić się w serbskim seminarium duchownym. Naukę ukończył w 1863 r., po czym wrócił do Bułgarii. Niemal natychmiast po przekroczeniu granicy, gdy dotarł do Widynia, został aresztowany z poduszczenia miejscowego greckiego biskupa Paisjusza. W jego bagażu odnaleziono książkę poświęconą panowaniu cara Iwana Asena II, za co został przewieziony do Konstantynopola i skazany na więzienie. Trzy lata był więziony w Sivasie.
Zwolniony w 1866, udał się do Tulczy, gdzie przez cztery lata był diakonem w miejscowej cerkwi oraz nauczycielem. W 1870 r. został wyświęcony na hieromnicha. Krótko potem otrzymał godność archimandryty, powierzono mu przy tym nadzór nad wszystkimi bułgarskimi parafiami w Silistrze. 
W 1872 r. w soborze św. Szczepana w Konstantynopolu został wyświęcony na biskupa bełogradczyckiego, wikariusza metropolii widyńskiej. W 1875 r. synod Egzarchatu Bułgarskiego mianował go metropolitą skopijskim. Musiał wyjechać ze Skopje, gdy w 1877 r. rozpoczęła się wojna rosyjsko-turecka. Udał się najpierw do Konstantynopola, następnie do Sofii, gdzie, nie mogąc wrócić do Skopje, służył, pozostając faktycznie bez katedry. W 1887 r. powierzono mu tymczasowy zarząd eparchii sofijskiej, po odsunięciu przez władze tureckie metropolity Melecjusza. 
W 1888 r. powierzono mu tymczasowy zarząd metropolii widyńskiej, po śmierci jej ordynariusza, byłego egzarchy bułgarskiego Antyma. Kontynuował działania poprzednika na katedrze, inicjując budowę nowych świątyń i wymianę duchowieństwa, od którego wymagał godnego zachowania i odpowiedniego wyglądu. W 1902 r. darował 50 tys. złotych lewów na seminarium duchowne w Sofii. Zmarł w 1914 r. w Widyniu i został pochowany przy tamtejszym soborze katedralnym św. Dymitra.